# الشاغورة
الشاغورة هي عبارة عن أيقونة للسيدة العذراء محفوظة في دير صيدنايا في سوريا، وهي إحدى النسخ الأصلية للأيقونات الأربعة التي رسمها بيده القديس لوقا الرسول والإنجيلي، وتلقب بالسريانية "شاغورة أو شاهورة". كلمة (شاغورة) سريانية الأصل، تعريباً للكلمة (شاغورتو) ܫܰܓܘܪܬܐ، من الفعل ܫܓܰܪ (شغار)، أي (سال، فاض، سكب، طفح...) بحسب ما جاء في قاموس أوكين منا، ويضاف إلى ذلك المعنى (احترق، اشتعل، أضرم..) بحسب قاموس كوستاز. وبذلك يكون المعنى الأدق لكلمة الشاغورة هو (الينبوع، الفياضة أو الطافحة للنعم والخيرات)، وقد يكون المعنى (المضرمة بالمحبة)، أو (المحترقة) فيما إذا كانت الأيقونة قد تعرضت تاريخياً لحريق ما.
أما الكلمة الثانية (شاهورة)، فهي أيضاً من الفعل السرياني (شهار) ܫܗܰܪ أي سهر، سهد، طاف ليلاً ليحرس الناس.

## أيقونة الشاغورة فيدير سيدة صيدنايا
يقع الدير على رابية عالية جميلة تشرف على بلدة صيدنايا بالقرب من دمشق وفيه مكتبة تضم المئات من الكتب المخطوطة الثمينة التي يتبين منها أن عهد بناء الدير يرجع إلى حوالي سنة (547) ميلادية.
يحتل الدير في صيدنايا المركز الثاني في الأهمية بعد القدس من حيث كثرة الزوار للأماكن الدينية في الشرق وتزداد شهرته اتساعاً بما تعمله السيدة العذراء من عجائب نحو الجميع من أي دين وعقيدة كانوا، والدير مؤسسة رهبانية أرثوذكسية تابع لبطريركية الروم الأرثوذكس في دمشق وفيه عدد كبير من الراهبات ترعاهن رئيسة الراهبات، وللدير أملاك مبنية في سوريا وبلاد الشرق، كما يؤمه آلاف الزائرين من جميع أنحاء العالم، ويحتفل بعيد الدير يوم الثامن من أيلول من كل سنة وهو عيد ميلاد السيدة العذراء.
أيقونة الشاغورة المقدسة أُدخلت إلى الدير بعد زمن طويل من بنائه، ويروى أن راهباً حاجاً ربما كان يونانياً كان يقصد زيارة الأماكن المقدسة في سوريا وأورشليم، وأثناء وجوده بسوريا بات ليلته في الدير فكلفته الرئيسة بأن يشتري لها من القدس أيقونة جميلة ونفيسة للسيدة العذراء، فلما وصل إلى فلسطين نفذ إرادة الرئيسة، وأثناء عودته مع القافلة إلى سوريا في الطريق فوجئ بهجوم وحوش ضارية ثم بلصوص قتلة، وكان خلال هذه المخاطر الهائلة يستنجد بحماية العذراء وهو يحمل أيقونتها العجائبية فنجا من تلك الأهوال مع جميع مرافقيه ولم يصب بأذى.
كثرة عجائب سيدة صيدنايا (العذراء مريم) لا تعد ولا تحصى، وخاصة في هذا الدير الذي اشتهر بكثرة عجائب أيقونته الشهيرة التي عمت أرجاء المعمورة بأخبار عجائبها غير المنتهية، ولكافة قاصديها من مختلف الأديان والمذاهب، فكل من يقصدها بإيمان ينال مطلبه، وأرشيف الدير مليء بأخبار العجائب التي فعلتها مع رؤساء دول وملوك ورسميين من كافة الأديان.